# Енчо Керязов
Енчо Керязов, (15 жовтня 1973, Єлхово, НРБ) — болгарський артист цирку (акробат). У 2007 році отримав найпрестижнішу циркову нагороду «Срібний клоун». 